# Humani horionski gonadotropin
Humani horionski gonadotropin ili Humani horionski gonadotrofin (hCG) je glikoproteinski hormon koga proizvodi tokom trudnoće rastući embrion nakon koncepcije i kasnije sincitiotrofoblast (deo posteljice).

## Struktura
Humani horionski gonadotropi je glikoprotein koji se sastoji od 244 aminokiselina sa molekulskom masom od 36.7 kDa. Njegove totalne dimenzije su 75×35×30 Angstrema (7.5×3.5×3 nanometara).
On je heterodimer, sa α (alfa) podjedinicom identičnom kao i kod luteinizirajućeg hormona (LH), folikulostimulišućeg hormona (FSH), tireostimulišućeg hormona (TSH), i β (beta) podjedinicom koja je jedinstvena za hCG.
- α (alfa) podjedinica je 92 aminokiseline dugačka, i ima dimenzije 60×25×15 Angstrema (6×2.5×1.5 nm).
- β-podjedinica hCG gonadotropina se sastoji od 145 aminokiselina i ima dimenzije 6.5×2.5×2 nm. Kodirana je sa šest visokohomolognih gena na hromozomu 19 q13.3 - CGB (1, 2, 3, 5, 7, 8). Dve podjedinice formiraju malu hidrofobnu srž okruženu sa uglavnom hidrofilnim omotačem.

## Funkcija
Humani horionski gonadotropin interaguje sa LHCG receptorom i promoviše corpus luteum održavanje tokom početka trudnoće. hCG izaziva sekreciju hormona progesterona iz njega. Progesteron obogaćuje matericu sa debelim oblogom krvnih sudova i kapilara, tako da ona može da održava rastući fetus. Usled njegovog visoko negativnog naelektrisanja, hCG može da odbije imunske ćelije majke, čime štiti fetus tokom prvog tromesečja. Takođe se pretpostavlja da hCG može da bude materična veza za razvoj lokalne maternje imunotolerancije. Na primer, endometrialne ćelije tretirane hCG-om uzrokuju povišenje T ćelijske apoptoze. Ti rezultati sugerišu da hCG može da bude veza u razvoju peritrofoblastne imunske tolerancije, i da on može da olakša invaziju trofoblasta, za šta je poznato da ubrzava fetalni razvoj u endometrijumu. Predloženo je da su hCG nivoi povezani sa ozbiljnošću jutarnje mučnine kod trudnih žena.

## Testiranje
nivoi se mogu meriti u krvi ili urinu. To se najčešće radi u obliku testa trudnoće, gde je cilj utvrđivanje prisustva ili odsustva embriona. Testiranje za hCG se takođe vrši u kontekstu dijagnoze ili praćenja ćelija tumora i gestacijske trofoblastične bolesti.

## Spoljašnje veze
- Chorionic+Gonadotropin на 
- Istorija testa za trudnoću (NIH)
- nivoi u trudnoći